# Tapijt van Bayeux

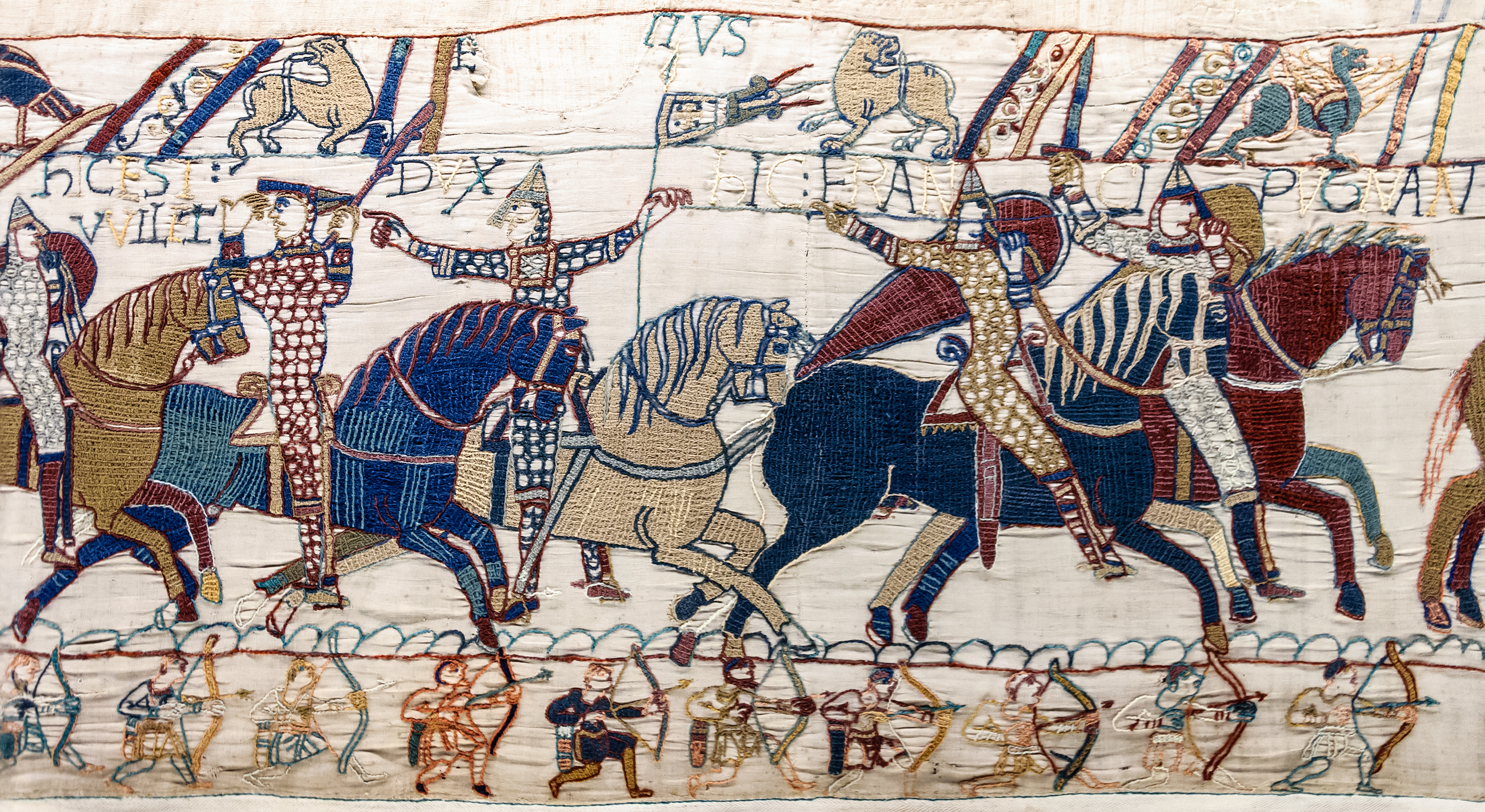
Deel van het tapijt van Bayeux

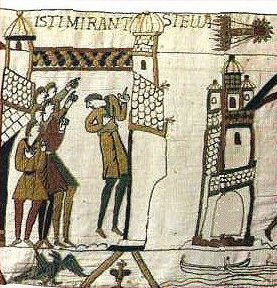
Komeet Halley, rechts boven afgebeeld, werd gezien als een omen

Het tapijt van Bayeux is een borduurwerk van 70 meter lang en 50 cm hoog, dat de geschiedenis uitbeeldt van de Slag bij Hastings in 1066. Hierbij viel Willem de Veroveraar vanuit Normandië Engeland binnen en versloeg hij de Angelsaksische koning Harold. Het tapijt is vernoemd naar de stad Bayeux in Frankrijk en werd vermoedelijk vervaardigd in 1068.

## Techniek
Het tapijt is een wandkleed. Het is gemaakt door een linnen ondergrond te borduren met gekleurde wol en goudborduurwerk. Hoewel het door de tand des tijds hier en daar beschadigd is en op vele plaatsen is gerepareerd, is het over het geheel genomen zeer goed bewaard gebleven.
De vlakvulling in het borduurwerk is grotendeels uitgevoerd in een speciale steek, die Bayeuxsteek genoemd wordt.

## Inhoud
Het wandkleed stamt uit de tijd kort na de slag van Hastings, mogelijk een paar jaar later, en is een belangrijke bron van geschiedkundige informatie, ook over wapens, kleding, zeden en gewoonten uit die tijd.
Het kleed laat zich lezen als een soort stripverhaal avant la lettre: in een groot aantal scènes worden de voorgeschiedenis, inscheping, landing, en de slag bij Hastings zelf behandeld. Er staat ook een beknopte Latijnse uitleg bij. Een van de beroemdste scènes is degene die lange tijd is benoemd als die waarin koning Harold een pijl in zijn oog krijgt en sneuvelt. Onderzoek heeft echter aangetoond dat de figuur die meer waarschijnlijk als Harold moet worden geïdentificeerd, degene is die rechts naast de Normandische krijger met paard op de grond valt en tevens het Angelsaksische teken van koninklijke waardigheid, de tweehandbijl of Deense bijl laat vallen.
Het is waarschijnlijk dat er een aantal meters aan het eind ontbreken waarin Willem in Westminster Abbey tot koning van Engeland wordt gekroond.
Het tapijt van Bayeux toont een komeet die in 1066 verscheen. Dat kan heel goed de Komeet Halley zijn geweest. Het zou hier om de oudste nog bekende waarneming van de komeet in Europa gaan.

## Opdrachtgever en politieke betekenis
Er wordt wel gedacht dat het tapijt is gemaakt om tijdgenoten ervan te overtuigen dat de Normandische invasie van Engeland gerechtvaardigd was, maar er zijn verschillende andere theorieën.
Een theorie is dat Eustaas II van Boulogne (ca.1020-1088), die op het tapijt is afgebeeld, opdracht zou hebben gegeven. Hij werd tijdens de slag verslagen toen hij een kasteel van de halfbroer van Willem de Veroveraar, Odo (1036-1097) probeerde te veroveren. Mogelijk heeft hij opdracht gegeven om het tapijt te maken, als toenadering naar de Normandiërs.

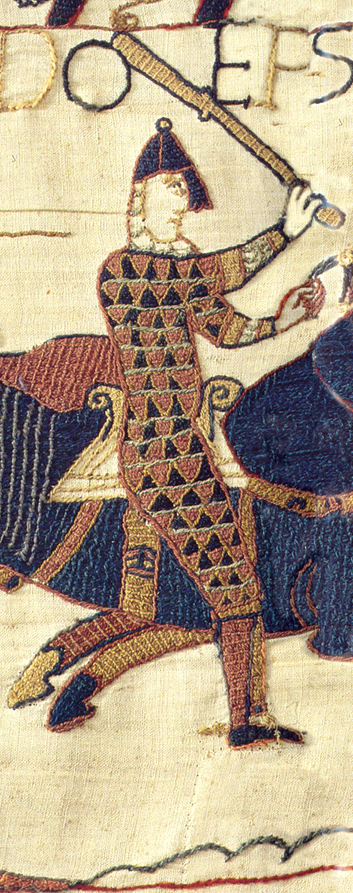
Afbeelding van Odo

Ook kan genoemde Odo opdracht hebben gegeven. Odo was een halfbroer van Willem. Na de overwinning werd hij tot Graaf van Kent benoemd, om de glorieuze overwinning in herinnering te houden. De meeste historici zien Odo als opdrachtgever.
Een andere theorie is dat Angelsaksische borduursters bij het werken aan het tapijt er geheime boodschappen in hebben verborgen. In de stroken onder en boven de historische afbeeldingen staan namelijk vele fabels en andere taferelen afgebeeld. Deze afbeeldingen zouden een toelichting kunnen geven op het middenstuk. De fabel van de vos en de kraai (van Aesopos) is drie keer afgebeeld. De slimme vos weet met een list een lekker stuk kaas van de kraai af te troggelen. Mogelijk staan de vos en de kraai voor de twee hoofdpersonen van de slag, maar men weet niet wie dan de slimste van de twee is geweest.
Ook in de eenentwintigste eeuw is de politieke betekenis nog groot. Het tapijt beeldt het ontstaan van Engeland af. Sinds 1066 is het eiland niet meer binnengevallen, laat staan veroverd door buitenlanders, met uitzondering van de machtsovername van Willem III van Oranje in 1688. Ten tijde van de onderhandelingen over de Brexit in 2018 bood de Franse president Macron aan de Britse premier May aan om het tapijt tijdelijk uit te lenen. De twee leiders probeerden op die manier de altijd delicate verhouding tussen de twee landen te verbeteren.

## Het tapijt door de eeuwen heen
Het tapijt van Bayeux maakt deel uit van de schat van de kathedraal van Bayeux. Het heeft vele gevaren doorstaan; zo waren er de branden in de 12e eeuw, plunderingen en vernielingen tijdens de Honderdjarige Oorlog, de godsdienstoorlogen en de Franse Revolutie.
In november 1803 werd het tapijt voor het eerst uit Bayeux gehaald en van 6 december tot 18 februari 1804 tentoongesteld in het Louvre. Daarna kwam het weer terug naar Bayeux, om daar sinds 1842 tentoongesteld te worden. In 1870 werd het tapijt gerestaureerd. Tijdens de Tweede Wereldoorlog werd het veilig bewaard in het kasteel van Sourches (departement Sarthe). Na wederom een tussenstop in het Louvre gemaakt te hebben, keerde het in maart 1945 terug naar Bayeux.
Sinds 1983 is het tapijt te bezichtigen in een speciaal daarvoor ingerichte gang in het voormalige Groot-Seminarie, een groot bouwwerk uit de 17e eeuw. Een nieuwe restauratie is gepland van 2026 - 2027, tegelijk met het museum. Er lopen onderhandelingen om het tapijt tijdelijk tentoon te stellen in het British Museum in Londen.

## Varia
Het Tapijt van Bayeux vormde de inspiratie voor het Nederlandse Tapijt van Vlaardingen dat eind 2019 werd voltooid ter herdenking aan de Slag bij Vlaardingen die eveneens in de 11e eeuw plaatsvond.
In de Victoriaanse tijd is er een 1 op 1 kopie van het tapijt vervaardigd om de Engelse bevolking de mogelijkheid te geven het tapijt binnen Engeland te aanschouwen. Het 70 meter lange doek is tentoongesteld in het museum van Reading.
In het Gelderse Groesbeek hangt een kopie op schaal (38 meter lang) van het tapijt in het atelier van Toos Zegers-Koenders. Mevrouw Zegers heeft twee jaar aan deze kopie gewerkt en was 81 jaar oud toen de kopie klaar was. De kopie kan tijdens de openingstijden van het atelier bezichtigd worden.